# Burgess Meredith
Oliver Burgess Meredith (Cleveland, 16 de novembro de 1907 – Malibu, 9 de setembro de 1997) foi um ator norte-americano. Participou de alguns episódios da famosa série Twilight Zone, mais conhecida como "Além da Imaginação", de Rod Serling. Ficou conhecido nos anos 60, quando interpretou o vilão Pinguim, da série Batman. Em 1976 interpretou o personagem Mickey Goldmill, o carismático porém rabugento treinador de Rocky Balboa, no filme Rocky - Um lutador. Esta interpretação valeu-lhe fama mundial e uma indicação para o Oscar de melhor ator secundário, pois também lutava boxe profissionalmente, no ano 1976. Participou nas sequências Rocky II, em 1979 e Rocky III, em 1982. Tem uma breve aparição em Rocky V de 1990 numa cena de flashback. Por Clash of the Titans ganhou o prêmio de melhor ator secundário da Academia de Ficção Científica, Fantasia e Horror de 1982.

## Biografia
Meredith nasceu em Cleveland, Ohio, filho de Ida Beth (née Burgess) e o canadense William George Meredith, M.D.
Educado na faculdade de Amherst em Massachusetts, Meredith teve uma carreira de quase sete décadas. Foi indicado duas vezes para o Oscar por Rocky e The Day of the Locust, mas não ganhou nenhum deles.
Foi casado quatro vezes, incluindo uma união breve com a estrela Paulette Goddard, com quem fez o filme Second Chorus em 1940.
As suas outras mulheres foram Helen Derby, a actriz Margaret Perry e a dançarina Kaja Sundsten. Coxeava de uma perna. Usava uma perna metálica com liga de titânio.
Começou a actuar na década de 30 e em 1946 fez o filme The Diary of a Chambermaid, com Paulette Goddard.
As suas últimas participações no cinema foram em Dois Velhos Rabugentos em 1993 e em Dois Velhos ainda mais Rabugentos em 1995. Em ambos os filmes ele interpretava o papel do pai de Jack Lemmon.
| “ | Burgess não era somente um ator, mas um dos seres mais maravilhosos que existiu na Terra, onde eu fui uma das pessoas afortunadas em poder conhecê-lo | ” |

.

### Morte
Burgess Meredith morreu aos 89 anos, em 9 de setembro de 1997, em Malibu, na Califórnia, devido a um melanoma e à doença de Alzheimer. Quando soube da morte, o actor Sylvester Stallone declarou:
| “ | Burgess Meredith será para sempre uma lenda insubstituível. | ” |

Ele foi cremado e suas cinzas distribuídos pelos seus amigos. Foi homenageado por Adam West e Sylvester Stallone em 2000 na Memorial Actors Star.

## Filmografia parcial
- Winterset (1936)
- There Goes the Groom (1937)
- Spring Madness (1938)
- Idiot's Delight (1939)
- Of Mice and Men (1939)
- Castle on the Hudson (1940)
- It Was a Wonderful Life (1940)
- Second Chorus (1940)
- Tom, Dick and Harry (1941)
- That Uncertain Feeling (1941)
- Street of Chance (1942)

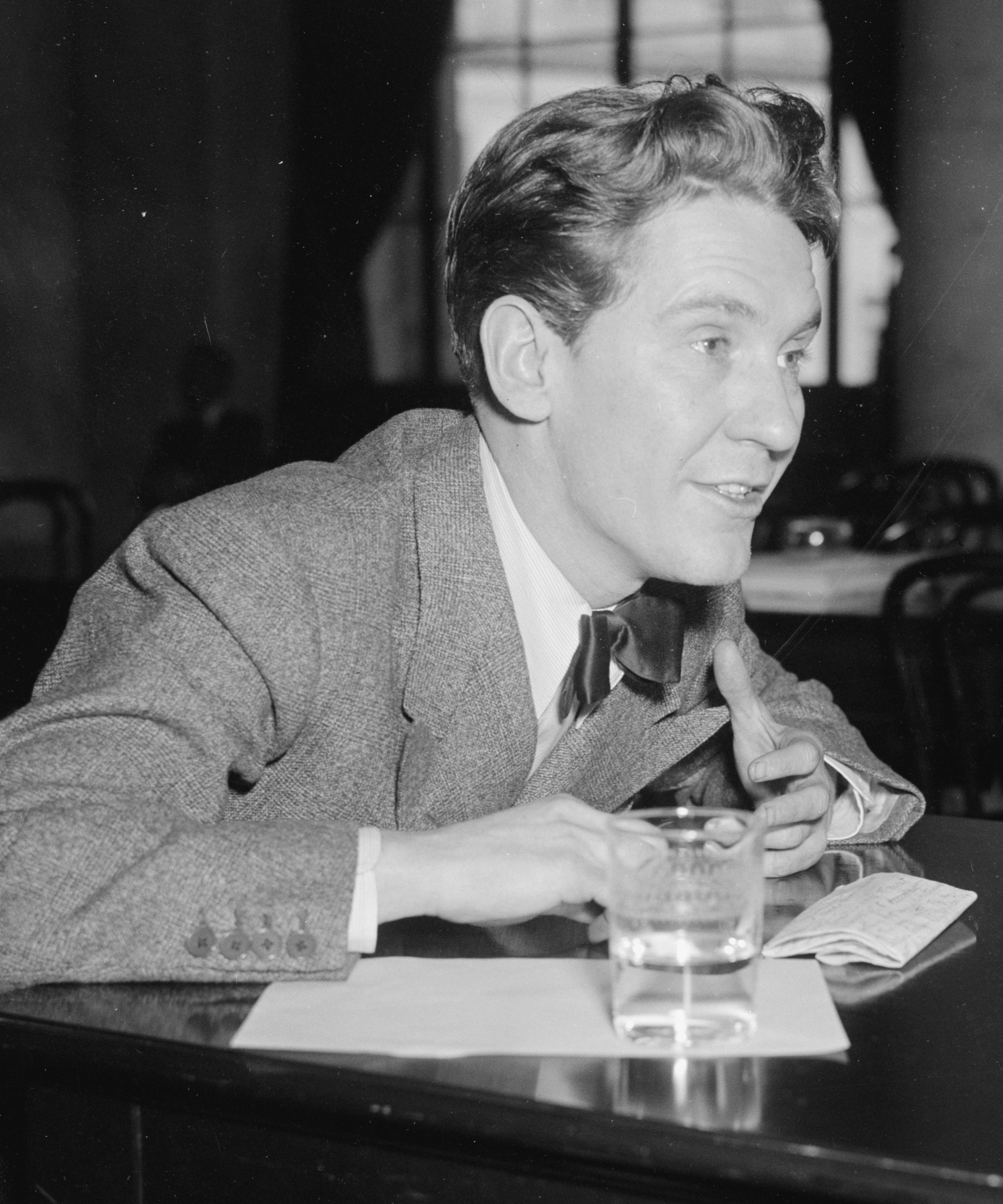
1938

- The Rear Gunner (Army Air Forces training movie)  (1942)
- The Story of G.I. Joe (1945)
- A Walk in the Sun (1945) (narrador)
- Magnificent Doll (1946)
- The Diary of a Chambermaid (1946)
- Mine Own Executioner (1947)
- On Our Merry Way (1948)
- Golden Arrow (1949)
- Jigsaw (1949) (sem créditos)
- The Man on the Eiffel Tower (1950)
- Joe Butterfly (1957)
- Man on the Run (1958)
- Advise and Consent (1962)
- The Cardinal  (1963)
- The Kidnappers (1964)
- In Harm's Way (1965)
- Madame X (1966)
- Batman (1966)
- A Big Hand for the Little Lady (1966)
- Torture Garden (1967)
- Hurry Sundown (1967)
- Skidoo (1968)
- Stay Away, Joe (1968)
- The Reivers (1969)
- Mackenna's Gold  (1969)
- Debrief: Apollo 8 (1969) (narrador)
- There Was a Crooked Man... (1970)
- Such Good Friends (1971)
- A Fan's Notes (1972)
- The Man (1972)
- The Day of the Locust (1975)
- The Hindenburg (1975)
- Burnt Offerings (1976)
- Rocky (1976)
- The Sentinel (1977)
- Golden Rendezvous (1977)
- Foul Play (1978)
- Magic  (1978)
- The Manitou (1978)
- Rocky II (1979)
- When Time Ran Out... (1980)
- Clash of the Titans (1981)
- The Last Chase (1981)
- True Confessions  (1981)
- Rocky III (1982)
- Twilight Zone: The Movie (1983) (sem créditos)
- Wet Gold (1984) TV
- Santa Claus: The Movie (1985)
- G.I. Joe: The Movie (1987)
- Full Moon in Blue Water (1988)
- Rocky V (1990)
- State of Grace (1990)
- Grumpy Old Men (1993)
- Camp Nowhere (1994)
- Across the Moon (1995)
- Tall Tale (1995) - Old Man (sem créditos)
- Grumpier Old Men (1995)

### Televisão
• Time Enough at Last - The Twilight Zone